# ピーター・スカイラー
ピーター・スカイラー（Pieter Schuyler、1657年9月17日 - 1724年2月19日）は、ニューヨーク植民地の総督（在任：1709年、1719年 - 1720年）、またオールバニの初代市長。
ニューネーデルラントのベヴァウィックでフィリップ・スカイラーとマーガレッタ・ヴァン・スリクテンホーストの息子として生まれた。 
ウィリアム王戦争中のラ・プレリーの戦いでイギリス軍司令官を務めた。

## 結婚と子供
最初の妻インジェルティー・ヴァン・シャイク（Engeltie Van Schaick, ? - 1689年）との子供
- マーガリタ（Margarita, 1682年生） ロバート・リビングストン・ザ・ヤンガーと結婚。
- フィリップ（Philip, 1684年生） 夭逝。
- アンナ（Anna, 1686年生） 夭逝。
- ガートライ（Gertruj, 1689年生） 夭逝。

2番目の妻マリア・ヴァン・レンセラー（Maria Van Rensselaer）との子供
- ガートライ（Gertruj, 1694年生） ヨハネス・ランシングと結婚。
- フィリップ（Philip, 1696年生） マーガリタ・スカイラーと結婚。
- ピーター（Peter, 1698生） 双子、キャサリン・グロースベックと結婚。
- ジェレマイア（Jeremiah, 1698生） 双子、スザンナ・バイユーと結婚。

## 一族
スカイラー家は大いに繁栄し、オールバニのスカイラー邸を建設した。また、多くの名家と婚姻関係を結んだ。

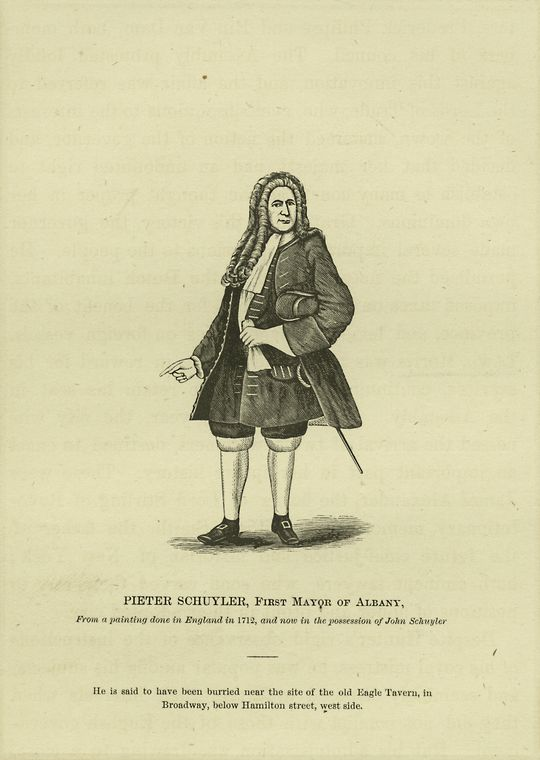
ピーター・スカイラー

- 姉妹ガートルードはステファヌス・ヴァン・コートランドの妻。
- 姉妹アリダはニコラス・ヴァン・レンセラー（英語版）、後にロバート・リビングストン・ジ・エルダーの妻。
- 2番目の妻マリアの父はジェレミアス・ヴァン・レンセラー（英語版）。
- マリアの兄弟にヘンドリック・ヴァン・レンセラー（英語版）がいる。
- 三男の孫娘はフィリップ・ヴァン・レンセラー（英語版）（ジェレミアス・ヴァン・レンセラーの曾孫）と結婚した。
- リチャード・リビングストン大佐とジェームズ・リビングストン（英語版）はマリアとの曾孫。
- フィリップ・スカイラーは甥の息子にあたる。